# Batalla de Vitoria
La batalla de Vitoria (en euskera: Gasteizko gudua) fue librada el 21 de junio de 1813 entre las tropas francesas que escoltaban a José Bonaparte en su huida y un conglomerado de tropas españolas, británicas y portuguesas al mando de Arthur Wellesley, el futuro duque de Wellington.
La victoria aliada sancionó la retirada definitiva de las tropas francesas de España (con la excepción de Cataluña) y forzó a Napoleón a devolver la corona del país a Fernando VII por el tratado de Valençay de 1813.
El acuerdo definitivo de paz entre la España del ya rey Fernando VII y el nuevo rey de Francia Luis XVIII se firmó el 20 de julio de 1814. Previamente, el 30 de mayo se firmaba un primer acuerdo en París —aunque el embajador español no lo pudo firmar a no tener poderes plenipotenciarios—, finalizando así la guerra de la Independencia española.

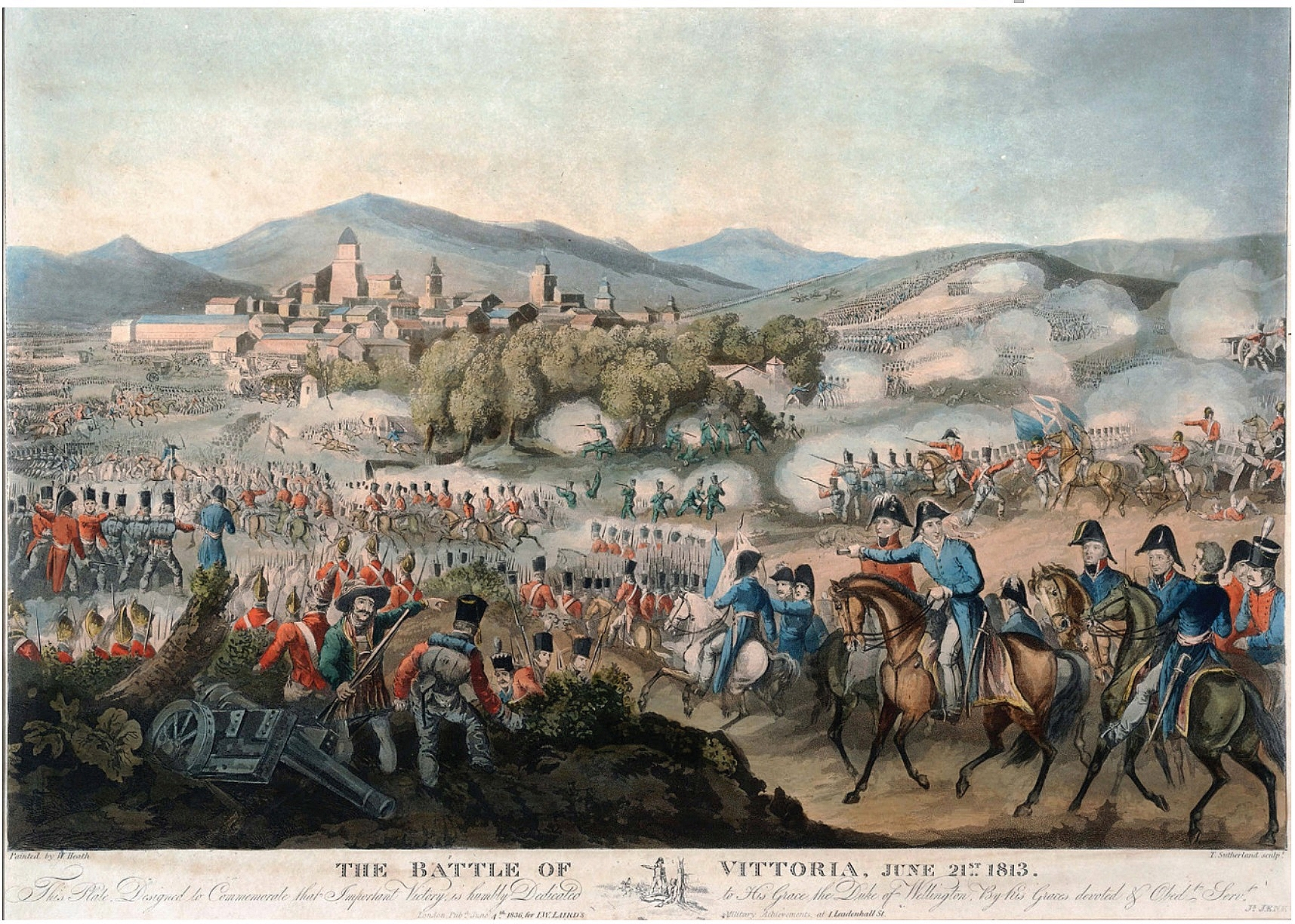
Batalla de Vitoria por Heath & Sutherland, A.S.K. Brown collection.

## Situación previa
Tras la dura derrota sufrida por los franceses en la batalla de los Arapiles, las tropas napoleónicas se vieron incapaces de detener al ejército aliado en su camino a Madrid, el cual fue evacuado en julio de 1812. Al mes siguiente, Wellington entró en la capital y, tras desplegar unas divisiones en la zona para asegurarla, marchó con el grueso del ejército hacia el norte, donde asedió Burgos. Sin embargo, los franceses resistieron en la plaza fuerte y le forzaron a retirarse el 21 de octubre.
El 2 de noviembre, los aliados volvieron a abandonar Madrid en manos francesas para retirarse de nuevo a Salamanca y posteriormente a Ciudad Rodrigo, donde se reorganizaron durante el invierno. Mientras tanto, las fuerzas francesas, ya gravemente mermadas y desorganizadas por la dura campaña en España, se redujeron aún más cuando varias divisiones fueron desplazadas de la península ibérica para cubrir otros frentes europeos debido a la desastrosa campaña de Rusia llevada a cabo por Napoleón.
Tras la llegada de la primavera, Wellington avanzó de nuevo hacia el noreste, llevando consigo un gran ejército formado por británicos, portugueses, españoles y alemanes. Se afirma que al cruzar la frontera se dio la vuelta y exclamó: «Adiós Portugal, nunca os volveré a ver». El ejército se fue engrosando sobre la marcha con efectivos de los ejércitos y guerrillas españolas de los territorios liberados, que se agrupaban para asestar el golpe final. Wellington alcanzó el valle del Esla el 20 de mayo de 1813. Este movimiento inquietó a los franceses, por lo que el mariscal Jean-Baptiste Jourdan retiró a los 58 000 hombres que había desplegado para reocupar el área entre los ríos Duero y Tajo, y los concentró de nuevo en Burgos, dispuesto a asegurar las comunicaciones con el sur de Francia. Abandonando definitivamente Toledo el 13 de abril, Madrid el 27 de mayo y Valladolid el 4 de junio.
El ejército aliado se puso entonces en marcha para cortar esta vía de escape a Jourdan, que ya planeaba abandonar el suelo español para poner a salvo la corte de José Bonaparte. Al mismo tiempo los suministros británicos comenzaron a dirigirse a Santander. Por lo tanto, a medida que avanzaban las tropas aliadas, incrementaban sus fuerzas en vez de disminuirlas, y acortaban sus líneas de suministros en vez de alargarlas.
Cuando José Bonaparte abandonó Madrid pensó en reforzar la línea del Ebro estableciendo su cuartel general en Miranda de Ebro. Al enterarse de que las tropas de Wellington habían cruzado el río los días 14 y 15 de junio por Polientes, San Martín de Elines y Puente-Arenas, José Bonaparte se apresuró a llegar a Miranda y luego a la Llanada Alavesa, la región llana en torno a Vitoria, donde se concentraron los ejércitos franceses. Sin embargo los invasores tuvieron que desplegar parte de sus fuerzas al norte, para detener al general Girón, marqués de las Amarillas, que avanzaba hacia Bilbao con 15 000 hombres, liberándola el 22 de junio.  Al mismo tiempo, los 20 000 hombres del Ejército del Norte, mandado por el general Clausel tuvieron que moverse hacia Navarra para intentar destruir a la División de Navarra, formada por los 8000 guerrilleros navarros, aragoneses y alaveses de Espoz y Mina, que habían sido reforzados por las guerrillas guipuzcoanas de Gaspar de Jáuregui, con otros 3000 hombres más. Estas guerrillas habían demostrado ya ser muy capaces de derrotar en batalla campal a los franceses cuando los números eran parejos. Si el general Girón enlazaba con ellas, la totalidad del ejército francés corría el riesgo de ser copado.

## Despliegue imperial
El Ejército del Mediodía (Armée du Midi) se situó en primera línea en una posición entre el alto de Jundiz y el pueblo de Subijana de Álava, con algunos puestos adelantados cubriendo la entrada en el valle del río Zadorra (la Llanada) por el desfiladero de La Puebla al mando del general Honoré Gazan.
La segunda línea estaba formada por dos divisiones del Ejército del Centro (Armée du Centre), comandado por el conde D'Erlon, en una posición a ambos lados del Camino Real enfrente del pueblo de Gomecha.
Ambas líneas miraban al oeste, ya que José Bonaparte estaba convencido de que el ataque aliado, si llegaba, vendría por esa dirección.
La Guardia Real y la mayoría de la caballería se situaban en reserva al oeste de Vitoria, en las cercanías de Zuazo. El Ejército de Portugal (Armée du Portugal), a las órdenes de Reille, se desplegó al norte del campo de batalla, a lo largo del Zadorra, entre los pueblos de Arriaga y Durana, vigilando el paso del río y ocupando otras tres poblaciones en la orilla norte: Abechuco, Gamarra Mayor y Gamarra Menor.
En total 58 000 hombres y 153 cañones.

## Despliegue aliado

Campañas previas y posteriores a la batalla de Vitoria. Las tropas napoleónicas sufrirían varias derrotas sucesivas hasta abandonar finalmente España en 1814.

La fuerza bajo el mando de Wellington, formada por angloportugueses y el 4.º ejército Español a las órdenes del general Girón, se dividió en cuatro columnas con las que se pretendía atacar los puntos clave del despliegue imperial.
La columna derecha, al mando de Hill y formada por la 2.ª División angloportuguesa, la 1.ª División española al mando de Morillo, la portuguesa de Silveira y la caballería de Alten y Fane, se disponía a cruzar el Zadorra en la Puebla de Arganzón para atacar la posición imperial en los Altos de la Puebla y luego caer sobre Subijana de Álava.
Las dos columnas centrales estaban a las órdenes de Wellington y sumaban 30 000 hombres. La columna central estaba formada por las divisiones Ligera y 4.ª y por las brigadas de caballería británica de Robert Hill, Grant, Ponsonby y la portuguesa de D'Urban. Su misión era esperar en los alrededores de Nanclares hasta que las tropas de Hill tomaran los Altos de la Puebla, lo que les permitiría cruzar el Zadorra sin dificultad y atacar frontalmente el centro de la posición imperial. La columna centro-izquierda consistía en las divisiones anglo-portuguesas 3.ª y 7.ª (al mando de Picton y Dalhousie, respectivamente), cuya misión era cruzar el Zadorra más al norte y amenazar la retaguardia del centro imperial.
La cuarta columna, al mando de sir Thomas Graham, estaba compuesta por las divisiones 1.ª y 5.ª británicas, la 6.ª División española al mando de Longa, y las brigadas portuguesas de Pack y Bradford, apoyadas por los Dragones Ligeros de Anson y por los Dragones Pesados de Bock. Su misión era avanzar hacia el noreste y bloquear la retirada francesa por el Camino Real que llevaba a Bayona, atacando el extremo derecho de la línea francesa situado en los pueblos de Gamarra Mayor y Gamarra Menor.
En total 78 000 hombres y 96 cañones.

## La batalla

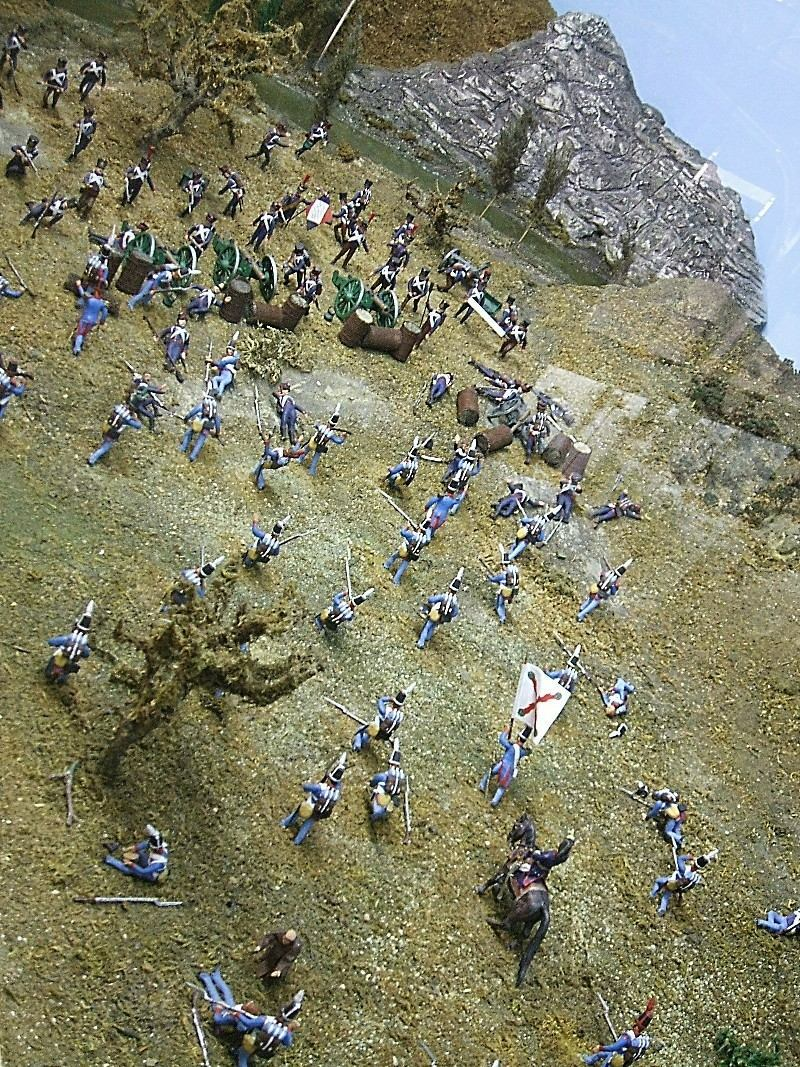
Maqueta del ataque del general Morillo, mañana del 21 de junio de 1813, en el Museo de Armería de Álava.

A las 08:30 la mañana del 21 de junio, las tropas de Hill empezaron a abrirse paso hacia los Altos de la Puebla. Fueron los españoles de la 1.ª División, al mando del general Morillo, los primeros en lanzarse colina arriba. El propio Morillo fue herido en esta acción.
La 2.ª división angloportuguesa se unió a la lucha y los franceses fueron desalojados de los Altos de la Puebla. Los británicos avanzaron y conquistaron Subijana, pero no pudieron seguir adelante debido al fuego proveniente de la 4.ª División de Conroux, perteneciente al Ejército del Mediodía francés.
La columna de Graham atacó la derecha imperial (Ejército de Portugal), al mando de Reille. La 6.ª División española, a las órdenes de Longa, atacó y tomó Gamarra Menor y continuó hasta Durana, un punto muy importante porque el Camino Real en dirección a Bayona pasaba por allí y se podría cortar la retirada francesa. Gamarra Mayor fue atacada por la 5.ª División angloportuguesa.
Tras una serie de duros enfrentamientos, los portugueses y británicos de la 3.ª División al mando de Thomas Picton rompieron decisivamente el frente central francés y las defensas napoleónicas se derrumbaron. Los franceses iniciaron entonces una huida desesperada hacia la frontera de su país, dejando tras de sí 8000 bajas entre muertos y heridos y 2000 prisioneros, perdiendo 152 de los 153 cañones que portaban. Los aliados sufrieron 4500 bajas.
José Bonaparte, completamente aterrorizado cuando un regimiento de húsares británicos se lanzó a la carga contra su berlina, montó su caballo abandonando el tesoro que procedía del saqueo del patrimonio español.
Consumada la victoria aliada, el general Álava tomó una unidad de caballería británica y penetró en su ciudad natal evitando que vencedores y vencidos realizaran saqueos en la ciudad, como llevaban haciendo en numerosas ciudades y sí harían posteriormente, por ejemplo, en San Sebastián.
Miles de soldados se lanzaron sobre el cuantioso botín que los imperiales se llevaban a Francia y estaban dejando en su huida: oro, plata, joyas, sedas, valiosos vestidos, orfebrería, etc. Los aliados (en especial los británicos) abandonaron toda persecución de los franceses y se entregaron al reparto del botín, lo que irritó a Wellington, quien escribió: "The British soldier is the scum of the earth, enlisted for drink" («El soldado británico es la escoria de la tierra, se alista por un trago»).
El colapso de la disciplina en las filas aliadas, que permitió saquear tanta riqueza, implicó que los franceses, a pesar de sufrir 10 000 bajas entre muertos, heridos y prisioneros, pudieran escapar para luchar otro día.
Las noticias de la victoria insuflaron nuevas fuerzas a prusianos y rusos, que todavía estaban recuperándose de las derrotas de Lützen y Bautzen. Austria, que hasta entonces había dudado en unirse a la nueva coalición antinapoleónica, entró de nuevo en guerra. Cuando a fines de julio llegó la noticia a Viena, Johann Nepomuk Mälzel encargó a Ludwig van Beethoven la composición de una obra sinfónica con motivo de este hecho. Se trata del op. 91 Wellingtons Sieg (La victoria de Wellington), o Die Schlacht bei Vitoria o Siegessymphonie.
El 25 de junio los franceses fueron de nuevo derrotados en Tolosa, las fuerzas aliadas se reagruparon y tomaron San Sebastián el 8 de septiembre y Pamplona el 31 de octubre. En noviembre con la batalla del Río Nivelle las tropas de la coalición se adentraban en el País Vasco francés.

## Anecdotario
- Para premiar a los participantes del enfrentamiento, el 21 de junio de 1815 se creó, por orden de Fernando VII a petición del comandante Francisco de Longa, una condecoración con la inscripción siguiente en el anverso: IRURAC-VAT (en euskera, «Tres en Uno», en referencia a las tres provincias vascas), y en el reverso: «Recompensa de la batalla de Vitoria». La condecoración se compone de una cruz blanca y roja de brazos ensanchados con una corona de laurel uniendo cada uno de ellos; un círculo rojo con tres sables dorados cruzados y una banda con el lema anterior; y todo ello coronado con una corona real. La cinta es azul, roja y negra.[7][8]
- El botín que el rey José Bonaparte se llevaba a Francia, tras saquear el patrimonio español, era gigantesco. Se ha estimado en unos 100 millones de dólares de 2006 entre oro, plata y otras obras de arte. Incluía importantes pinturas de Velázquez, Rafael, Tiziano, Correggio, Murillo, Rubens, Van Dyck entre otros. Cuando Wellington planteó al nuevo rey Fernando VII la devolución de los cuadros, este le dijo que se quedase gran parte de ellos, 83 exactamente, como regalo. Actualmente se exhiben en el Wellington Museum, en el palacio Apsley House de Londres.[8]
- Existen 38 regimientos ingleses y uno alemán que llevan en sus pendones el escudo y nombre de VITORIA en recuerdo de la batalla.[8][9]
- En la actualidad, existe un monumento en la plaza de la Virgen Blanca, en el centro de Vitoria, que conmemora este hecho.[8][10][11]
- Varias mujeres lucharon en la batalla de Vitoria. El general Morillo le extendió a Agustina de Aragón un certificado de que había luchado bajo su mando en Vitoria.[12] La guerrillera y bandolera vizcaína Martina Ibaibarriaga luchó en la división de Iberia, la fuerza guerrillera de Francisco de Longa[8][13] aunque hay autores que dudan realmente sobre su papel y consideran que «es una heroína completamente falsa.»[14]

## Recreación histórica de la batalla

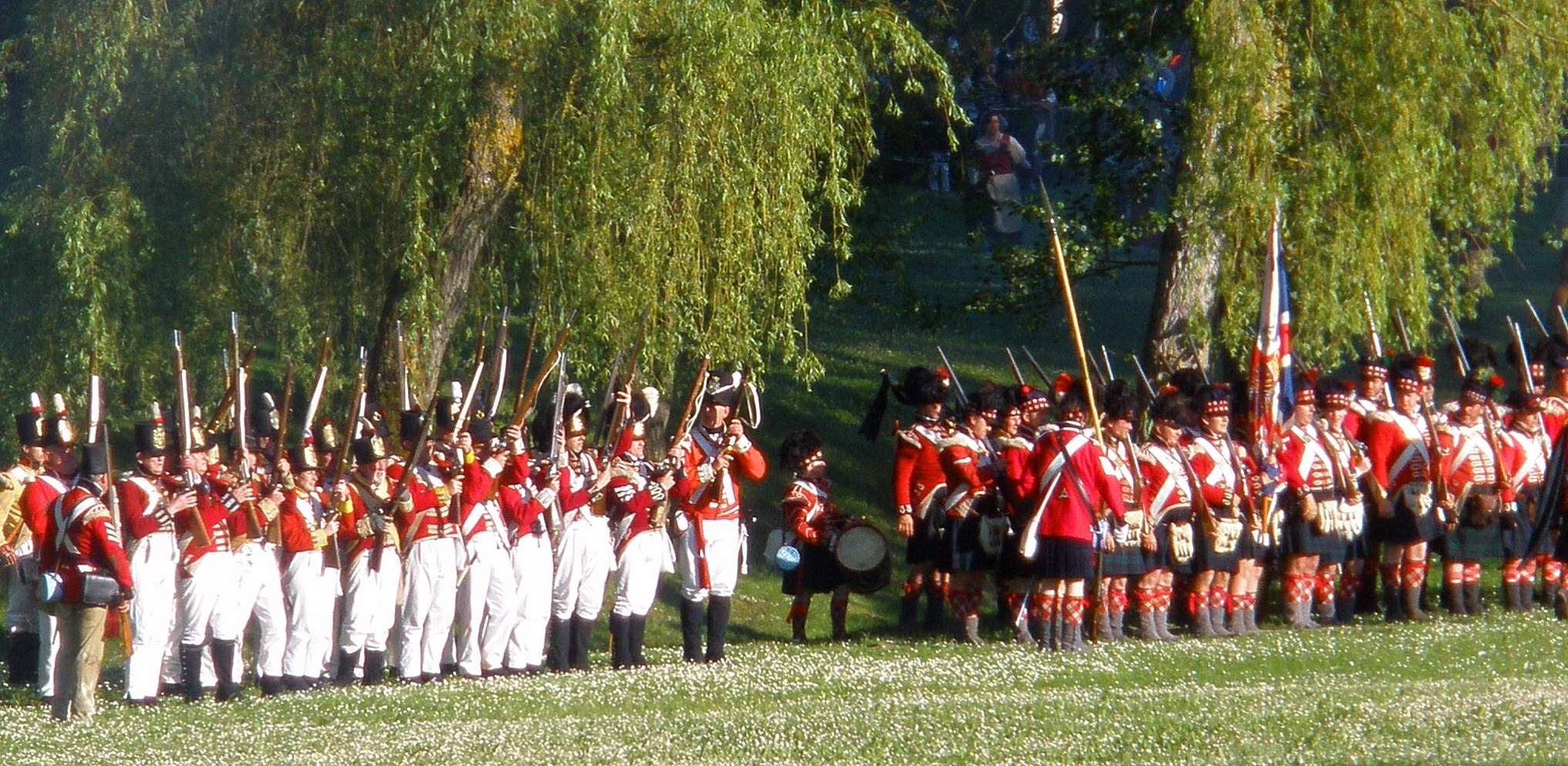
Infantería británica
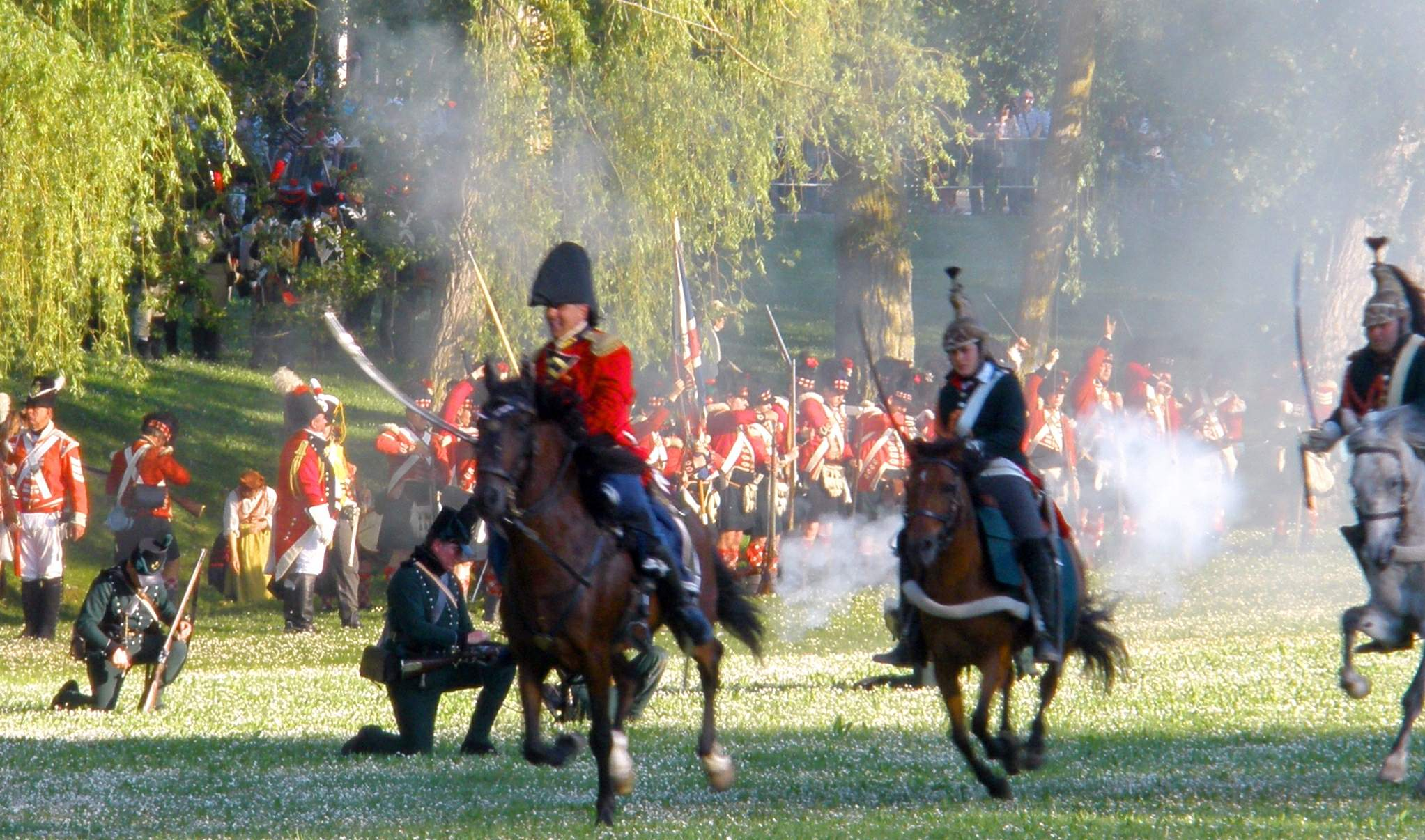
Carga de caballería
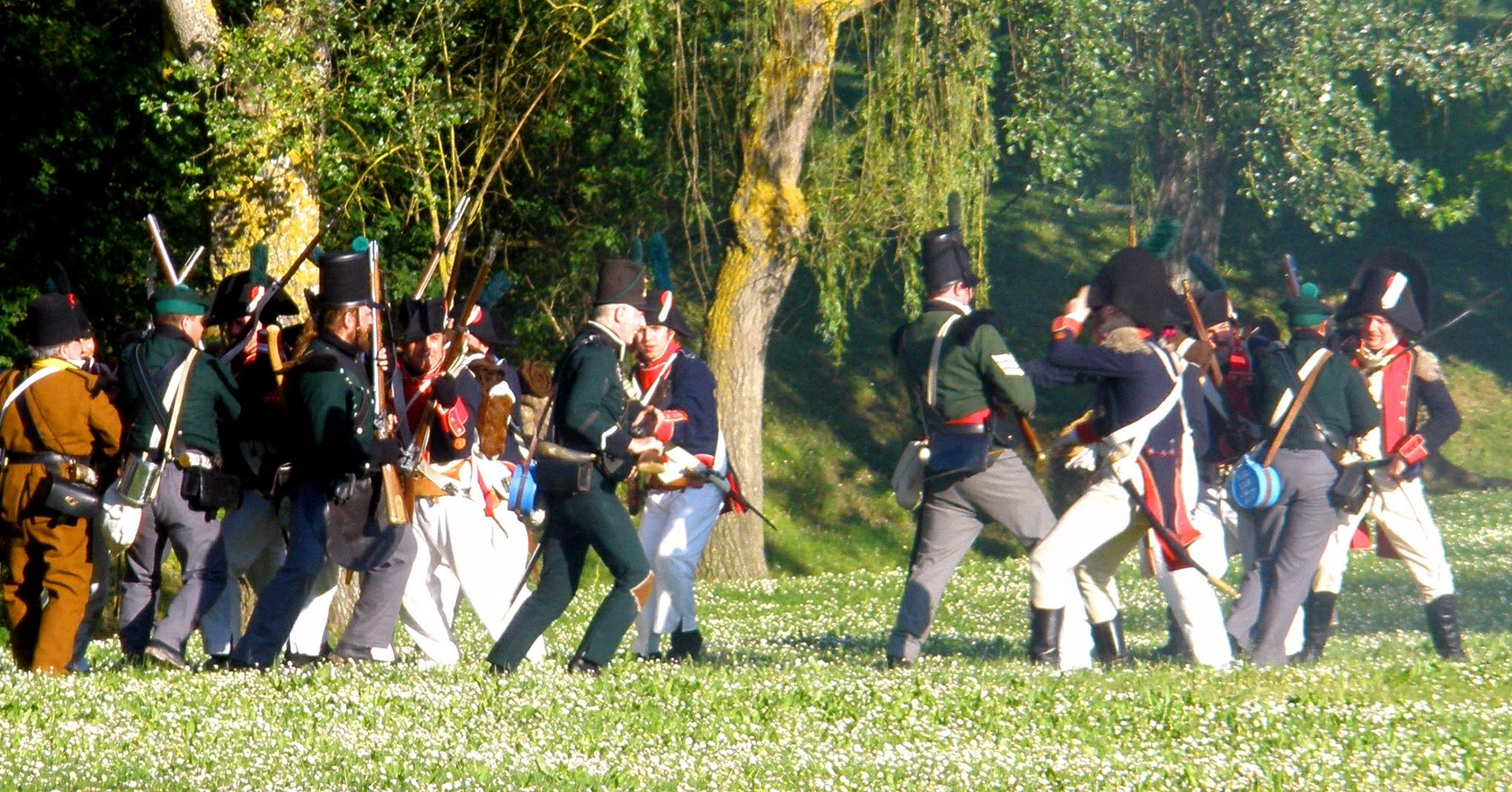
Combate cuerpo a cuerpo entre tiradores británicos e imperiales
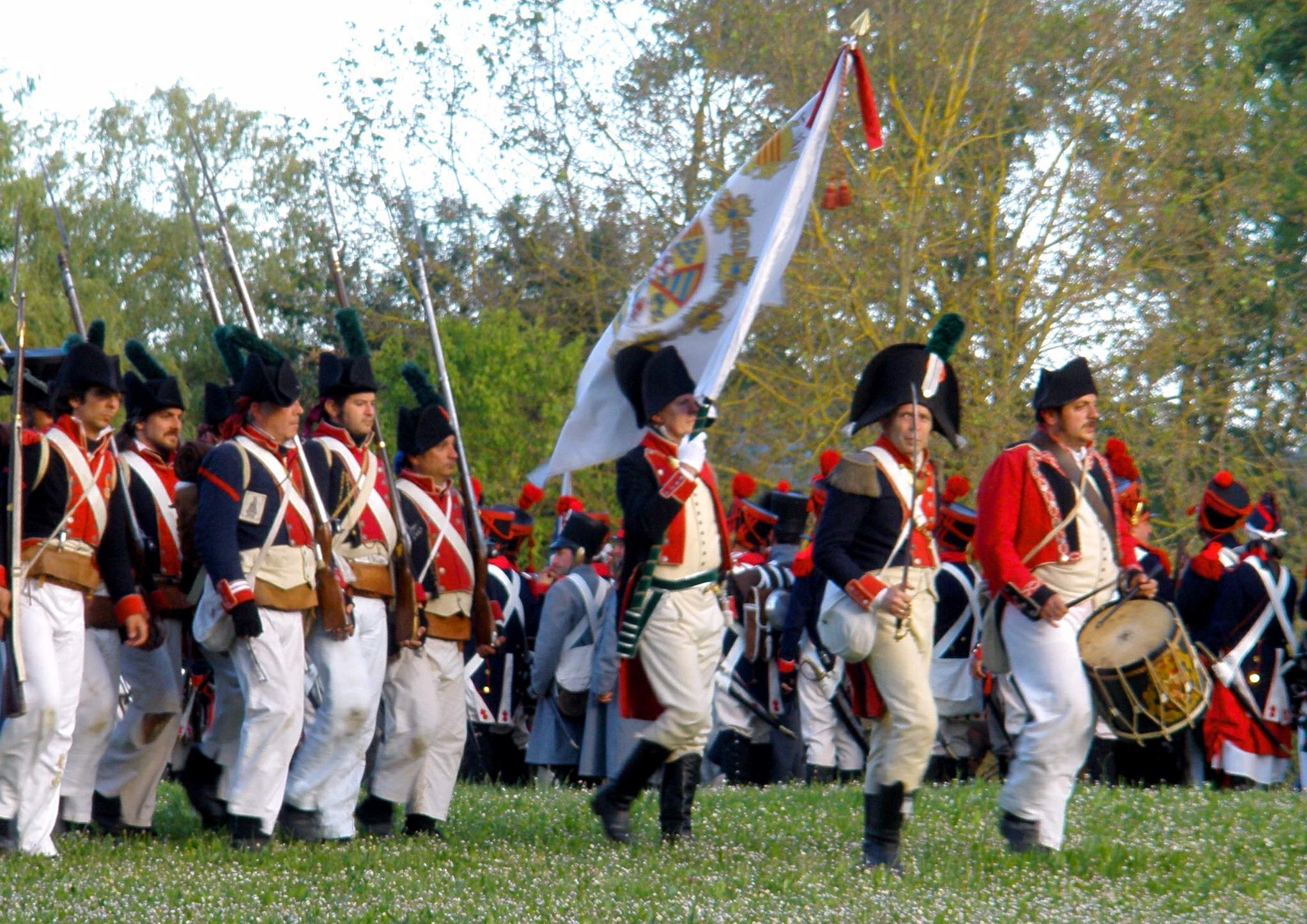
Soldados españoles
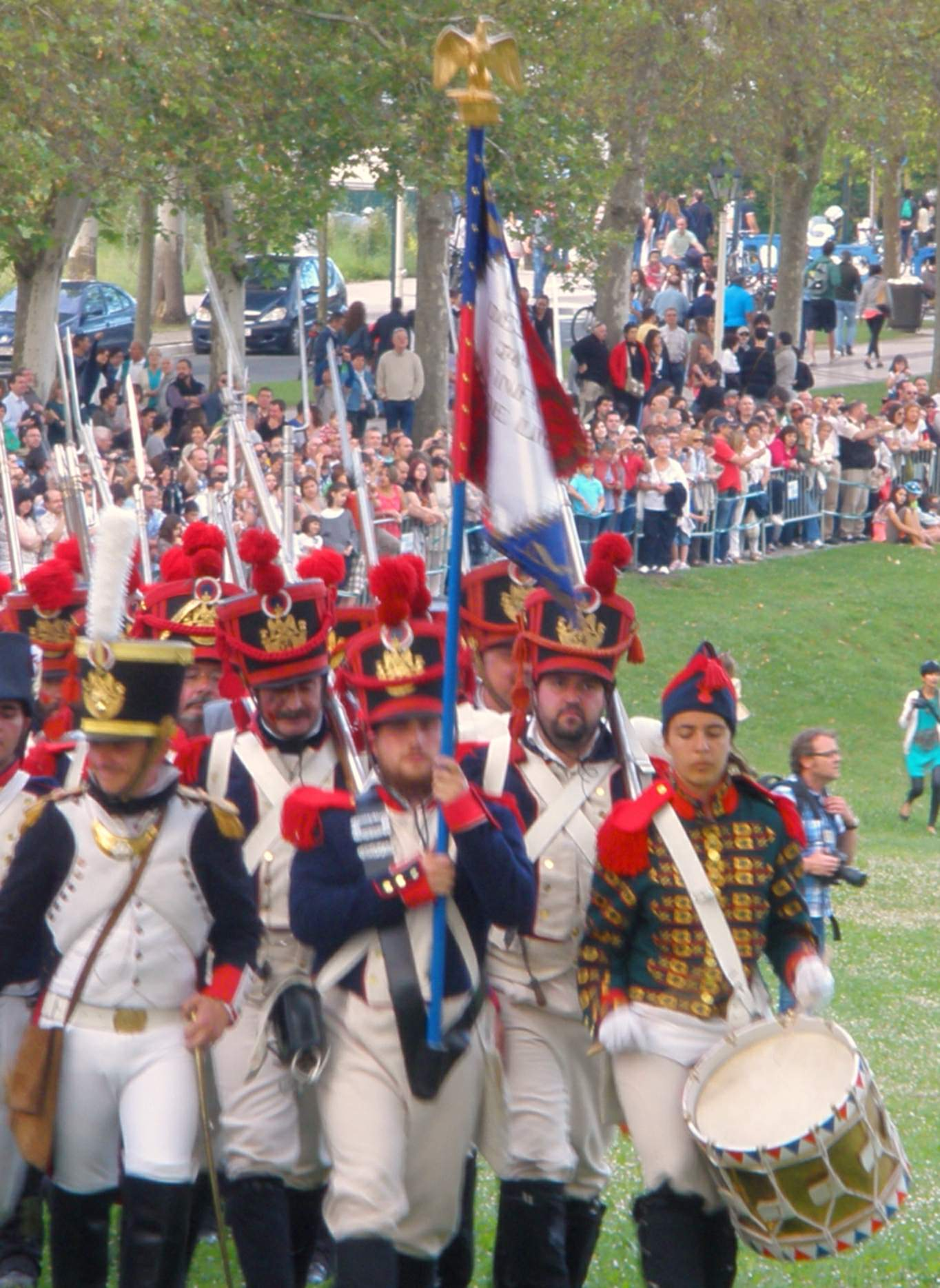
Soldados franceses
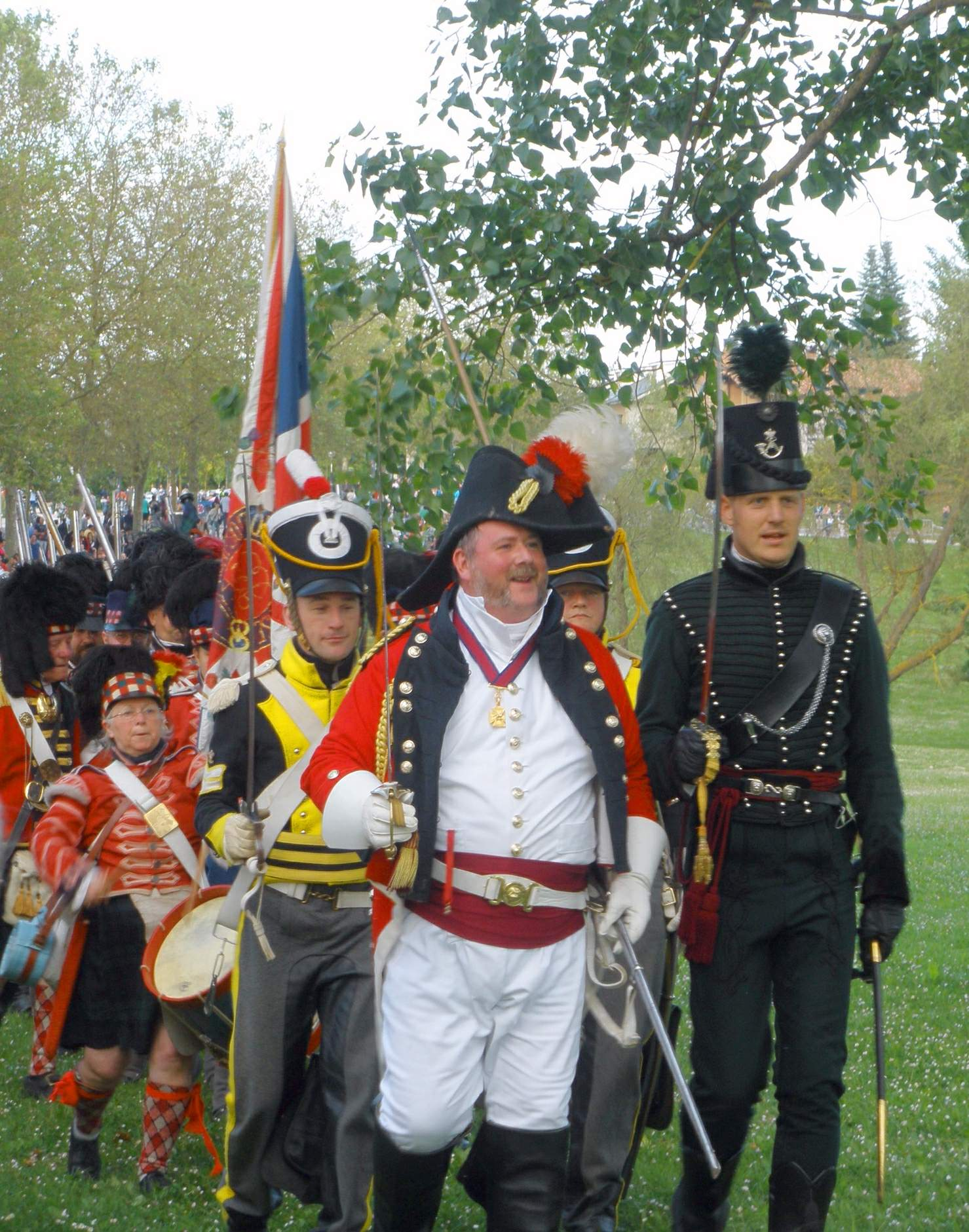
Columna británica
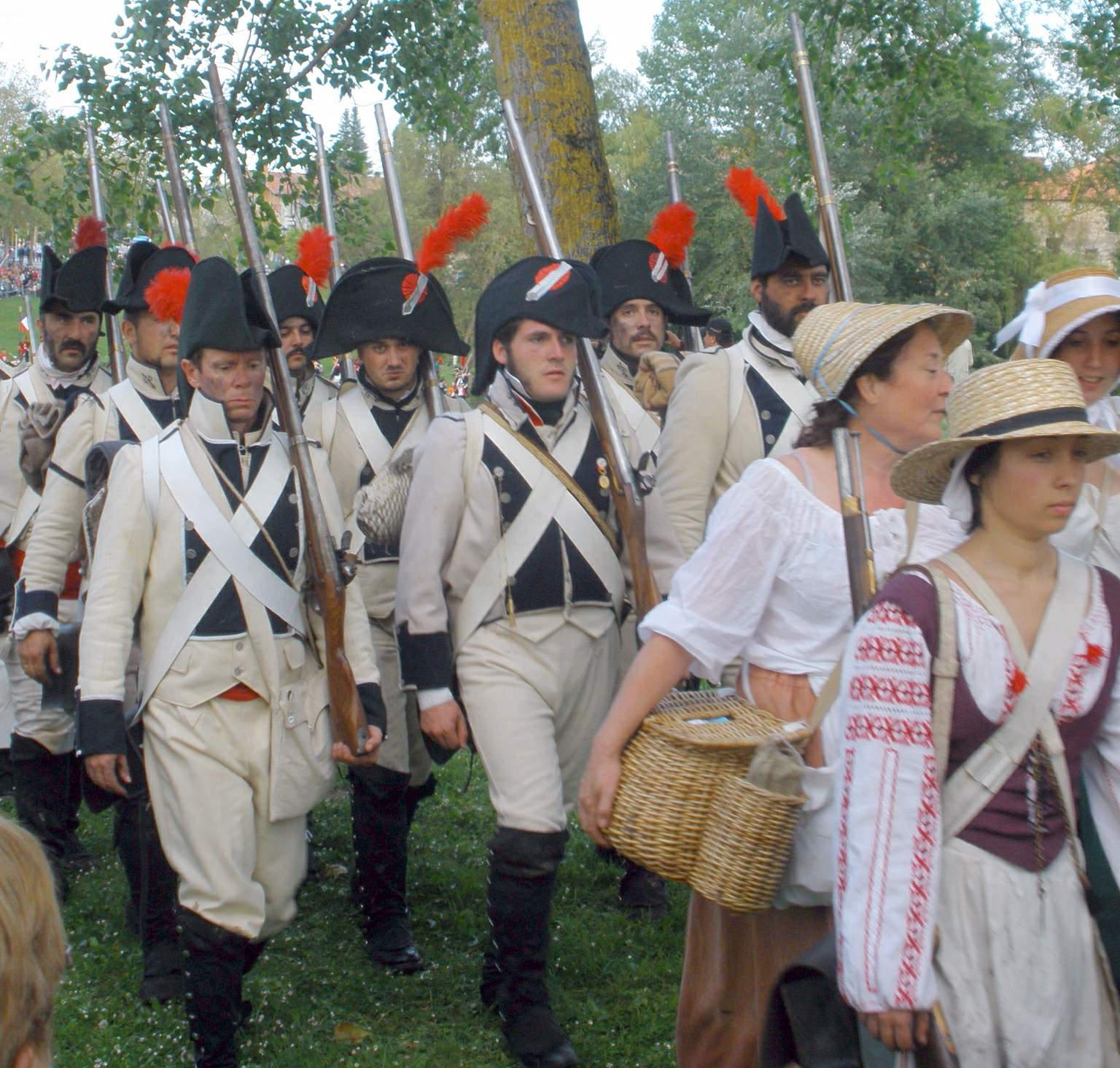
Soldados españoles
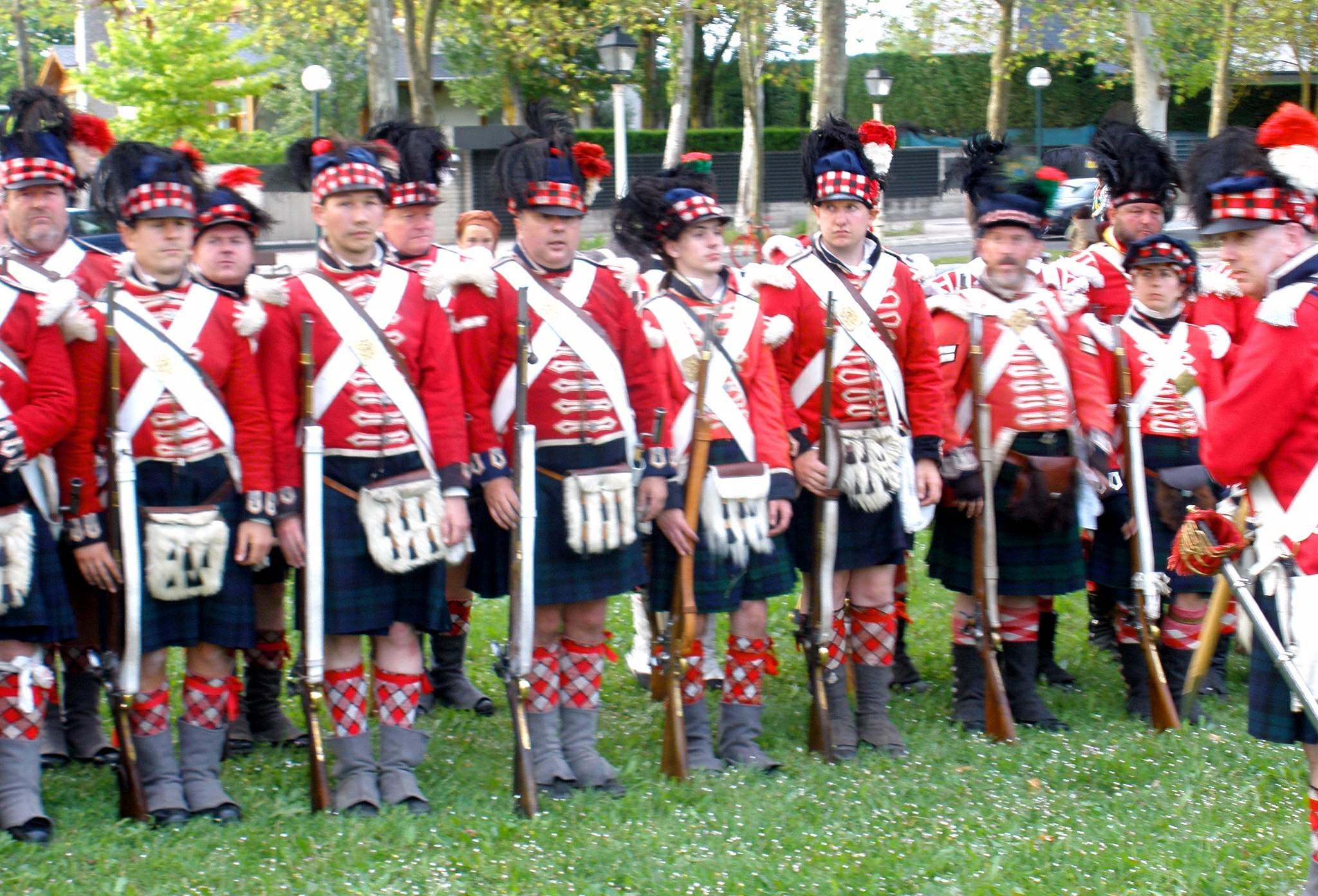
Granaderos británicos
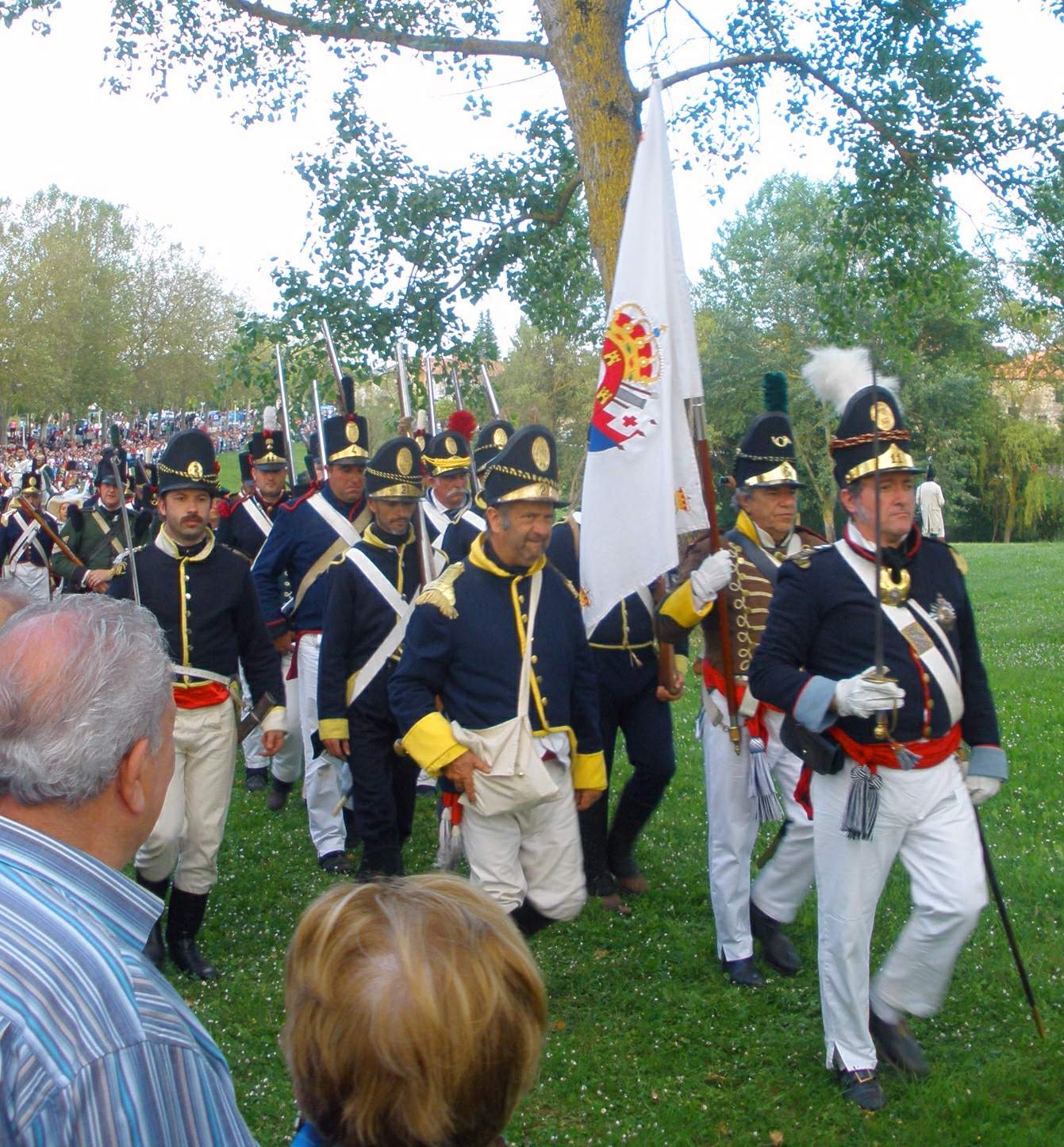
Soldados portugueses
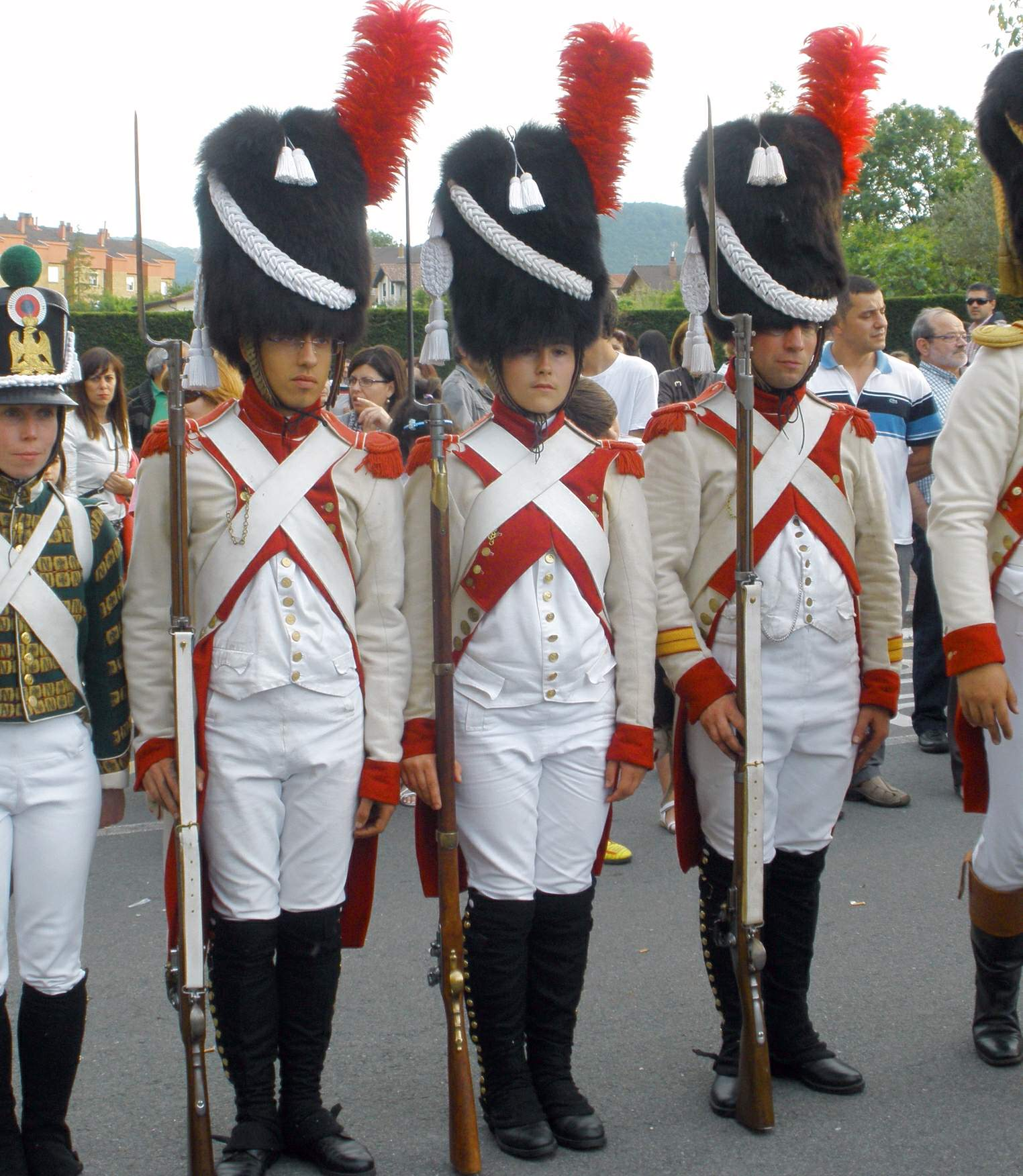
Granaderos imperiales
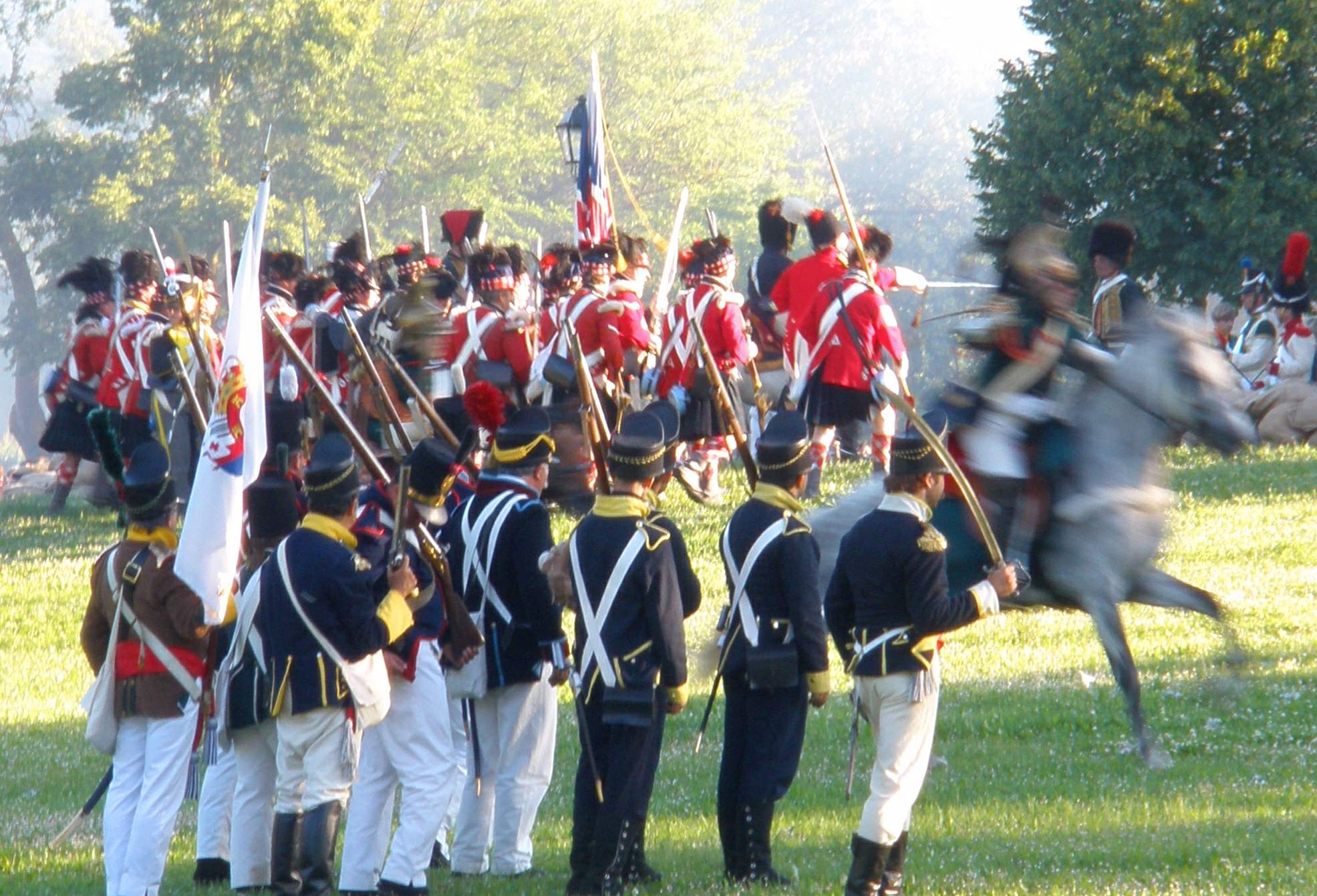
Ejército angloportugués
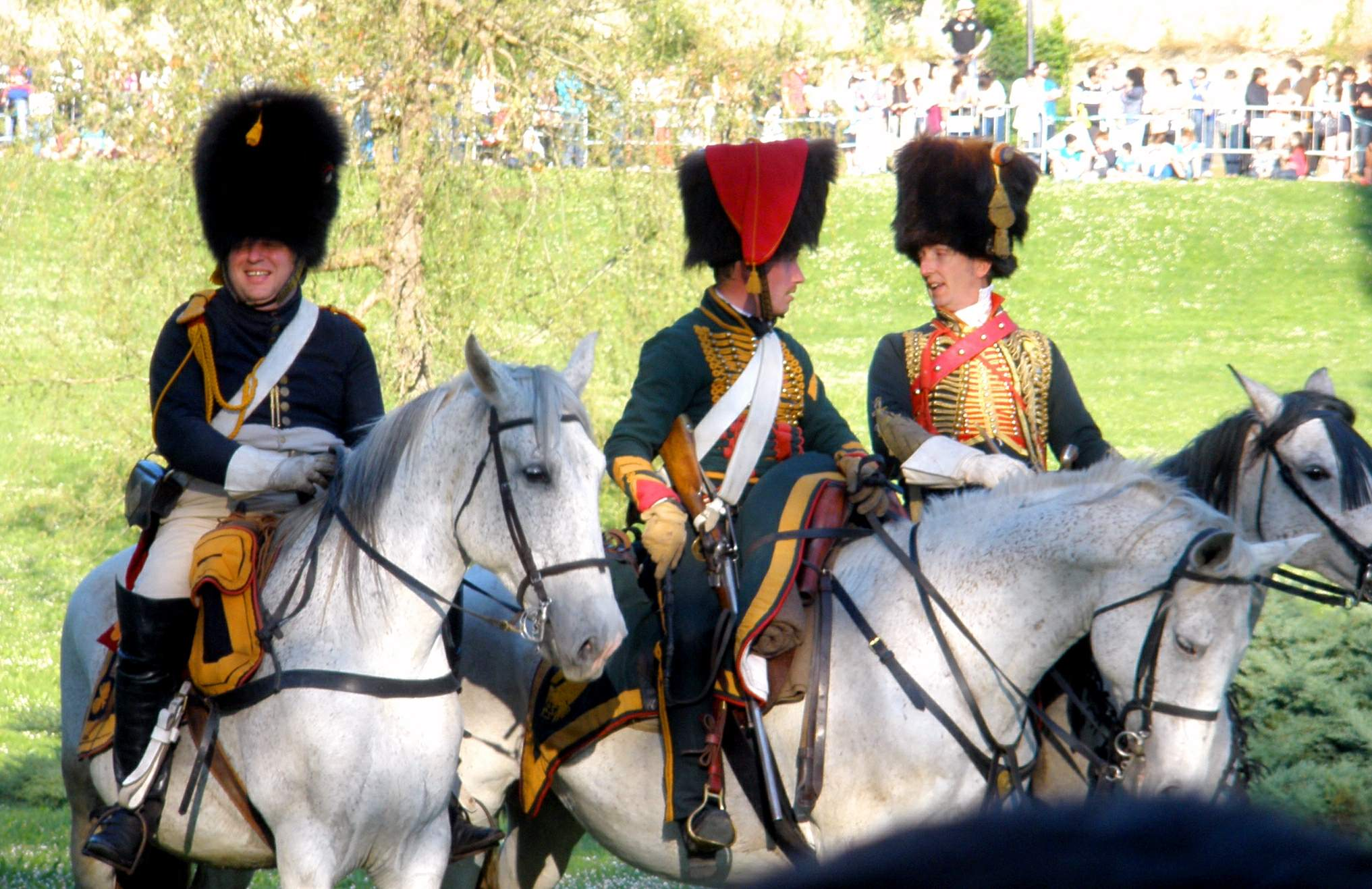
Húsares a caballo

## La batalla en la cultura
Se episodio histórico ha sido objeto de interés literario en numerosas ocasiones:
Novelas
- Bolinaga, Iñigo. Sinfonía guerrera, 2013.
- Pérez Galdós, Benito. El equipaje del rey José (1875), segunda serie de los Episodios Nacionales.
- Cornwell, Bernard. Sharpe y la batalla de Vitoria. Las aventuras del fusilero Richard Sharpe VI, 1985.

Cómic
- Salinas, José Luis y Usero, Adolfo (guion de Hernández Cava). La batalla de Vitoria. Ikusager Ediciones, 1985.[15]

Juegos
- Martín Mas, Miguel Ángel. «Vitoria, 1813», Wargames. Soldados y Estrategia, n.º 25.